# Liste der Naturschutzgebiete im Olomoucký kraj

Lage des Olomoucký kraj in Tschechien

Die Liste der Naturschutzgebiete im Olomoucký kraj umfasst kleinflächige geschützte Gebiete in der Region Olomouc, Tschechien. Aufgenommen sind alle offiziell ausgewiesenen Naturreservate und Naturdenkmäler nach dem „Gesetz zum Schutz der Natur und der Landschaft 114/1992“ (Stand November 2008).
Für eine Gesamtübersicht siehe die Liste der Naturschutzgebiete in Tschechien.

## Nationale Naturreservate
| Name                | Gründung | Größe [ha] | Lage                                        | Beschreibung | Ansicht |
| ------------------- | -------- | ---------- | ------------------------------------------- | --- | ------- |
| Hůrka u Hranic      | 1952     | 37,45      | Okres Přerov                                | Karstgebiet bei Hranice na Moravě mit dem Abgrund Hranická propast                                              |         |
| Králický Sněžník    | 1990     | 1.694,67   | Okres Šumperk, Okres Ústí nad Orlicí        | subalpine Vegetation auf dem höchsten Gipfel des Glatzer Schneegebirges                                         |         |
| Ramena řeky Moravy  | 1990     | 71,19      | Okres Olomouc                               | Flussaue der March zwischen Litovel und Olomouc                                                                 |         |
| Praděd              | 1955     | 2.031,40   | Okres Bruntál, Okres Jeseník, Okres Šumperk | subalpine Vegetation auf dem höchsten Berg Mährens und des Altvatergebirges                                     |         |
| Rašeliniště Skřítek | 1955     | 166,65     | Okres Bruntál, Okres Šumperk                | Quellmoor im Altvatergebirge am Pass Skřítek bei Klepáčov                                                       |         |
| Rejvíz              | 1955     | 331,29     | Okres Jeseník                               | Hochmoor im Altvatergebirge auf der Hochebene von Rejvíz                                                        |         |
| Šerák-Keprník       | 1933     | 800,10     | Okres Jeseník, Okres Šumperk                | In der Eiszeit geformte Gebirgslandschaft auf den Gipfeln der Berge Šerák, Keprník und Vozka im Altvatergebirge |         |
| Špraněk             | 1949     | 28,70      | Okres Olomouc                               | Karsthügel mit Tropfsteinhöhlen nahe der ehemaligen Siedlung Javoříčko                                          |         |
| Vrapač              | 1989     | 80,69      | Okres Olomouc                               | Hartholzaue am Hauptflussbett der March und ihren Nebenarmen bei Litovel                                        |         |
| Zástudánčí          | 1953     | 100,63     | Okres Přerov                                | Auwald an der March zwischen den Mündungen der Bečva und Blata                                                  |         |
| Žebračka            | 1949     | 227,66     | Okres Přerov                                | Auwald am Stadtrand von Přerov in der Flussaue der Bečva                                                        |         |

## Naturreservate
| Name                              | Gründung | Größe [ha] | Lage                           | Beschreibung | Ansicht |
| --------------------------------- | -------- | ---------- | ------------------------------ | --- | ------- |
| Andělova zmola                    | 1990     | 37,40      | Okres Prostějov                | Eichenwald mit Moos- und Moosflechtenvegetation am Velký Kosíř                                                                                                   |         |
| Blátka                            | 1985     | 83,50      | Okres Prostějov                | Feuchte Niederung am Bach Kelčický potok zwischen Vincencov und Vranovice-Kelčice                                                                                |         |
| Borek u Domašova                  | 1990     | 12,68      | Okres Jeseník                  | Moose und Wald auf den Schutthängen des Berges Zaječí hora bei Bělá pod Pradědem                                                                                 |         |
| Bradlec                           | 1993     | 12,49      | Okres Šumperk                  | Naturnaher Buchenwald im Litovelské Pomoraví |         |
| Břidličná                         | 2008     | 651,98     | Okres Šumperk                  | subalpine Vegetation auf den Hängen und Gipfeln der Břidličná hora (Schieferhaide), Jelení hřbet (Hirschkamm) und Pecny im Altvatergebirge                       |         |
| Bučina pod Františkovou myslivnou | 1955     | 25,49      | Okres Šumperk                  | Rest eines Urwaldes im Tal der Divoká Desná |         |
| Bučina u Suché louky              | 1990     | 15,49      | Okres Prostějov                | Rest eines natürlichen Buchenwaldes bei Buková |         |
| Bukoveček                         | 1962     | 34,61      | Okres Přerov                   | Naturnaher Buchenmischwald am Nordhang des Maleník |         |
| Doubek                            | 1989     | 26,32      | Okres Přerov                   | Laubmischwald am Ufer der Bečva |         |
| Doubrava                          | 1993     | 61,49      | Okres Šumperk                  | Naturnahe Eichenwälder im CHKO Litovel |         |
| Dvorčák                           | 1962     | 16,74      | Okres Přerov                   | Naturnaher Buchenmischwald am Südosthang des Maleník |         |
| Filipovické louky                 | 1990     | 2,11       | Okres Jeseník                  | Moor und Feuchtwiesen nahe Filipovice |         |
| Františkov                        | 1954     | 10,50      | Okres Šumperk                  | Buchen-Fichtenwald auf den Hängen des Berges Černá stráň bei Františkov u Branné                                                                                 |         |
| Hejtmanka                         | 1992     | 38,34      | Okres Olomouc                  | Auwald an der March |         |
| Hrubovodské sutě                  | 2001     | 92,59      | Okres Olomouc                  | Mischwald am Hang des Berges Mlýnský vrch bei Hlubočky |         |
| Chomoutovské jezero               | 1993     | 106,16     | Okres Olomouc                  | Baggersee und Brutgebiet für Wasservögel nahe Olomouc |         |
| Kačení louka                      | 1992     | 13,88      | Okres Šumperk                  | Feuchtgebiet im Litovelské Pomoraví |         |
| Kenický                           | 1994     | 11,15      | Okres Olomouc                  | Auwald im Litovelské Pomoraví |         |
| Kněží hora                        | 1989     | 8,47       | Okres Prostějov                | Grassteppe bei Plumlov |         |
| Království                        | 1995     | 309,47     | Okres Olomouc                  | Auwald bei Grygov |         |
| Lipovské úpolínové louky          | 1990     | 5,29       | Okres Prostějov                | Feuchtwiesen bei Lipová |         |
| Litovelské luhy                   | 1994     | 344,45     | Okres Olomouc                  | Naturnaher Auwald bei Litovel |         |
| Malá Kobylanka                    | 1952     | 0,86       | Okres Přerov                   | Kalksteinhügel bei Hranice na Moravě |         |
| Malý Kosíř                        | 1993     | 11,25      | Okres Olomouc                  | Nebengipfel des Velký Kosíř mit xerophiler Vegetation |         |
| Moravičanské jezero               | 1994     | 92,16      | Okres Šumperk                  | Baggersee und Brutgebiet für Wasservögel nahe Moravičany |         |
| Na hadci                          | 1990     | 56,23      | Okres Šumperk                  | Wald auf Serpentinit-Untergrund am Hang des Berges Modřínový vrch nahe Bohdíkov im Altvatergebirge                                                               |         |
| Niva Branné                       | 2002     | 8,96       | Okres Šumperk                  | Tal des Flusses Branná bei Ostružná im Altvatergebirge |         |
| Novozámecké louky                 | 1995     | 25,75      | Okres Olomouc                  | Feuchtwiesen an der March |         |
| Panenský les                      | 1992     | 15,90      | Okres Olomouc                  | Auwald im Flussdelta der March |         |
| Plané loučky                      | 1952     | 20,75      | Okres Olomouc                  | Feuchtgebiet in der Aue der March |         |
| Pod Slunečnou strání              | 1990     | 15,00      | Okres Šumperk                  | Naturbelassener Mischwald im Altvatergebirge nahe Františkov |         |
| Pod Švancarkou                    | 1990     | 7,50       | Okres Prostějov                | Feuchtgebiet mit natürlichem Erlenwald bei Horní Štěpánov |         |
| Pod Trlinou                       | 1998     | 52,15      | Okres Šumperk                  | Buchenwald und traditionelle Kulturlandschaft am Berg Trlina bei Leština                                                                                         |         |
| Průchodnice                       | 1985     | 21,13      | Okres Prostějov                | Wald-, Steppen- und Felsenvegetation bei Ludmírov |         |
| Přemyslovské sedlo                | 2001     | 5,33       | Okres Šumperk                  | Pass zwischen Loučná nad Desnou und Nové Losiny. Geschützt sind Torf- und Feuchtwiesen, die in dieser Höhe im Altvatergebirge einzigartig sind. (730–760 m.n.m.) |         |
| Rabštejn                          | 1990     | 20,00      | Okres Šumperk                  | Felsenkomplex im Altvatergebirge |         |
| Račí údolí                        | 1998     | 61,79      | Okres Jeseník                  | Urwaldgebiet an den Bächen Račí potok und Javornický potok im Reichensteiner Gebirge                                                                             |         |
| Rudka                             | 1990     | 9,91       | Okres Prostějov                | Mischwald mit wertvollem Pflanzenbestand bei Ludmírov |         |
| Skály                             | 1990     | 4,85       | Okres Prostějov                | Buchenwald bei Protivanov |         |
| Skelná huť                        | 1988     | 19,04      | Okres Prostějov                | Feuchtwiesen bei Protivanov |         |
| Smolenská luka                    | 1993     | 10,54      | Okres Olomouc                  | Feuchtwiesen bei Čermná |         |
| Sněžná kotlina                    | 1998     | 107,87     | Okres Jeseník                  | Bergwald auf dem Hang von Červená hora im Altvatergebirge |         |
| Škrabalka                         | 1956     | 7,51       | Okres Přerov                   | Auwald in der Flussaue der Bečva bei Lipník nad Bečvou |         |
| Šumárník                          | 1998     | 0,75       | Okres Jeseník                  | Felsiger Gipfel des Berges Šumný im Altvatergebirge |         |
| Templ                             | 1992     | 14,96      | Okres Olomouc                  | Eichenmischwald mit wärmeliebenden Pflanzengesellschaften im Litovelské Pomoraví nahe dem Hügel Třesín                                                           |         |
| Terezské údolí                    | 2006     | 85,92      | Okres Olomouc, Okres Prostějov | Tal des Flüsschens Šumice |         |
| Uhliska                           | 1988     | 15,47      | Okres Prostějov                | Feuchtwiesen bei Horní Štěpánov |         |
| U spálené                         | 1994     | 23,17      | Okres Olomouc                  | Naturnaher Birkenwald |         |
| Velká Kobylanka                   | 1952     | 4,19       | Okres Přerov                   | Bewaldeter Karsthügel bei Hranice na Moravě |         |
| Vidnavské mokřiny                 | 1996     | 31,99      | Okres Jeseník                  | Feuchtgebiet im Vorland des Altvatergebirges bei Vidnava an der Grenze zu Polen                                                                                  |         |
| Vitčický les                      | 1990     | 96,50      | Okres Prostějov                | Waldkomplex bei Vitčice |         |
| Vysoký vodopád                    | 1982     | 137,11     | Okres Jeseník                  | Wasserfälle bei Kouty nad Desnou im Altvatergebirge |         |

## Nationale Naturdenkmäler
| Name                           | Gründung | Größe [ha] | Lage            | Beschreibung                                                                                                   | Ansicht |
| ------------------------------ | -------- | ---------- | --------------- | --- | ------- |
| Borový                         | 1987     | 36,84      | Okres Jeseník   | Granitfelsen am Borový vrch (Friedeberger Bergland)                                                            |         |
| Hrdibořické rybníky            | 1990     | 37,09      | Okres Prostějov | ehemaliges Torfabbaugebiet, heute Teich- und Moorlandschaft an der Blata bei Hrdibořice                        |         |
| Jeskyně Na Pomezí              | 1965     | 13,73      | Okres Jeseník   | Tropfsteinhöhle im Reichensteiner Gebirge                                                                      |         |
| Na skále                       | 1977     | 4,56       | Okres Olomouc   | Steppenflora auf einer Kalkstein-Enklave bei Hněvotín                                                          |         |
| Na Špičáku                     | 1970     | 7,05       | Okres Jeseník   | Höhlensystem im Karsthügel Špičák bei Písečná u Jeseníku                                                       |         |
| Park v Bílé Lhotě              | 1969     | 2,41       | Okres Olomouc   | Arboretum im Schlosspark von Bílá Lhota                                                                        |         |
| Růžičkův lom                   | 1974     | 1,32       | Okres Prostějov | Ehemaliger Steinbruch und paläontologischer Fundort bei Čelechovice                                            |         |
| Státní lom                     | 1974     | 0,57       | Okres Prostějov | Ehemaliger Steinbruch und paläontologischer Fundort bei Čelechovice                                            |         |
| Třesín                         | 1933     | 1,18       | Okres Olomouc   | Tropfsteinhöhlen mit vorzeitlichen Siedlungsspuren im Inneren des Hügels Třesín                                |         |
| Venušiny misky                 | 1971     | 3,90       | Okres Jeseník   | Granitformationen auf dem Gipfel des Berges Smolný vrch am nördlichen Rand des Altvatergebirges bei Černá Voda |         |
| Zbrašovské aragonitové jeskyně | 2003     | 7,75       | Okres Přerov    | Höhlensystem bei Hranice na Moravě                                                                             |         |

## Naturdenkmäler
| Name                                       | Gründung | Größe [ha] | Lage                         | Beschreibung | Ansicht |
| ------------------------------------------ | -------- | ---------- | ---------------------------- | --- | ------- |
| Bázlerova pískovna                         | 1993     | 5,14       | Okres Olomouc                | Baggersee im Katastergebiet der Stadt Olomouc                                                                              |         |
| Brániska                                   | 1952     | 1,43       | Okres Prostějov              | Grassteppe bei Plumlov |         |
| Brus                                       | 1983     | 42,13      | Okres Prostějov              | Hang mit wärmeliebender Vegetation am Velký Kosíř                                                                          |         |
| Častava                                    | 1992     | 7,32       | Okres Olomouc                | Ehemaliger Flussarm der March, heute flussnaher See                                                                        |         |
| Černé jezero                               | 2001     | 1,69       | Okres Jeseník                | Zwei Stauseen am Černý potok bei Zlaté Hory                                                                                |         |
| Čubernice                                  | 1952     | 1,20       | Okres Prostějov              | Grassteppe bei Plumlov |         |
| Daliboř                                    | 1992     | 5,61       | Okres Olomouc                | Feuchtwiese bei Horka nad Moravou                                                                                          |         |
| Dolní vinohrádky                           | 1952     | 0,38       | Okres Prostějov              | Grassteppe bei Plumlov |         |
| Geologické varhany                         | 1981     | 0,73       | Okres Olomouc                | Erdorgel (Felsformation) auf dem Hügel Třesín                                                                              |         |
| Hamerská stráň                             | 1987     | 0,57       | Okres Prostějov              | Grassteppe bei Plumlov |         |
| Hvězda                                     | 1992     | 3,40       | Okres Olomouc                | Feuchtwiesen und Sumpfwald bei Litovel                                                                                     |         |
| Chebzí                                     | 2002     | 2,86       | Okres Jeseník                | Trockenwiese nahe dem Dorf Chebzí im Altvatergebirge                                                                       |         |
| Chrastický hadec                           | 1998     | 2,78       | Okres Šumperk                | Verlassener Serpentinit-Steinbruch bei Chrastice                                                                           |         |
| Kamenice                                   | 1952     | 2,93       | Okres Přerov                 | Laubwald auf Sandstein-Untergrund bei Turovice, wertvoller Pflanzenbestand                                                 |         |
| Kamenné proudy u Domašova                  | 1974     | 21,58      | Okres Olomouc                | Felsenmeere bei Domašov nad Bystřicí im niederen Gesenke                                                                   |         |
| Kopaniny                                   | 1990     | 9,04       | Okres Prostějov              | Traditionelle Kulturlandschaft bei Ondratice                                                                               |         |
| Kozí horka                                 | 1989     | 0,18       | Okres Prostějov              | Grassteppe bei Plumlov |         |
| Kurfürstovo rameno                         | 1994     | 5,02       | Okres Olomouc                | Flussarm der March im Litovelské Pomoraví                                                                                  |         |
| Lhotka u Přerova                           | 1951     | 5,07       | Okres Přerov                 | Steppenflora auf einem Abhang bei Přerov                                                                                   |         |
| Louky pod Skalami                          | 1990     | 2,55       | Okres Prostějov              | Seggenwiesen bei Protivanov                                                                                                |         |
| Malá Voda                                  | 1990     | 7,25       | Okres Olomouc                | Mäandrierender Fluss mit Uferbewuchs                                                                                       |         |
| Malé laguny                                | 2008     | 2.91       | Okres Přerov                 | Auwald im ehemaligen Kiesabbaugebiet bei Přerov                                                                            |         |
| Nad kostelíčkem                            | 1952     | 10,00      | Okres Přerov                 | Rest eines Mischwaldes mit wärmeliebender Vegetation bei Hranice na Moravě                                                 |         |
| Na hůrkách                                 | 1990     | 3,93       | Okres Prostějov              | Artenreiche Wiesen, ehemaliges Weideland am Hang des Hügels Bíla Hora bei Lešany                                           |         |
| Na Kozénku                                 | 1985     | 0,20       | Okres Prostějov              | Bestände des Großen Windröschens bei Dzbel                                                                                 |         |
| Na Popovickém kopci                        | 1949     | 2,90       | Okres Přerov                 | Steppenartige wärmeliebende Vegetation auf dem Hügel Čekyňský kopec bei Přerov                                             |         |
| Návesní niva                               | 1989     | 0,85       | Okres Prostějov              | Feuchtwiesen mit wertvollem Pflanzenbestand in der Gemeinde Niva                                                           |         |
| Nebeský rybník                             | 1990     | 5,88       | Okres Prostějov              | Teich mit angrenzenden Wiesen bei Drahany, Lebensraum für Wasservögel und Amphibien                                        |         |
| Nivské louky                               | 1989     | 7,62       | Okres Prostějov              | Feuchtwiesen mit wertvollem Pflanzenbestand in der Gemeinde Niva                                                           |         |
| Pasák                                      | 1982     | 2,50       | Okres Šumperk                | Felsenkomplex bei Branná                                                                                                   |         |
| Pavlečkova skála                           | 1983     | 1,28       | Okres Prostějov              | Hügel mit wärmeliebender Vegetation bei Plumlov                                                                            |         |
| Píšťala                                    | 1987     | 16,25      | Okres Jeseník                | Granitfels bei Černá Voda                                                                                                  |         |
| Pod liščím kupem                           | 1990     | 1,44       | Okres Prostějov              | Seggenwiesen mit Beständen des Breitblättrigen Knabenkrautes bei Buková                                                    |         |
| Pod Obrovou nohou                          | 1989     | 28,86      | Okres Prostějov              | Kulturlandschaft mit wärmeliebender Vegetation bei Otaslavice                                                              |         |
| Pod panským lesem                          | 1990     | 0,81       | Okres Prostějov              | Feuchtwiese mit Trollblumen-Bestand bei Malé Hradisko                                                                      |         |
| Pod zápovědským kopcem                     | 1989     | 13,68      | Okres Prostějov              | Auwald am Ufer der Romže bei Kostelec na Hané                                                                              |         |
| Pohorská louka                             | 1999     | 1,37       | Okres Prostějov              | Feuchtwiesen bei Horní Štěpánov                                                                                            |         |
| Prameniště Hamerského potoka U velké jedle | 1990     | 5,00       | Okres Prostějov              | Wald-Quellfluren bei Buková                                                                                                |         |
| Rašeliniště v Klozovci                     | 1990     | 1,74       | Okres Prostějov              | Überrest eines Moores bei Buková                                                                                           |         |
| Rodlen                                     | 1999     | 34,74      | Okres Šumperk                | Ameisenkolonie bei Pavlov                                                                                                  |         |
| Skalka pod Kaní horou                      | 1987     | 0,14       | Okres Jeseník                | Granitformation am Fuß des Berges Kaní hora im Altvatergebirge.                                                            |         |
| Skalky                                     | 1990     | 0,58       | Okres Prostějov              | Felsenkuppe bei Ludmírov                                                                                                   |         |
| Skřípovský mokřad                          | 1990     | 2,65       | Okres Prostějov              | Reste eines ehemaligen Hochmoors bei Skřípov                                                                               |         |
| Smrčina                                    | 1982     | 1,00       | Okres Šumperk                | Mineralogische Fundstätte, Specksteinvorkommen bei Sobotín                                                                 |         |
| Studený kout                               | 1995     | 5,27       | Okres Prostějov              | Ameisenkolonie am Velký Kosíř                                                                                              |         |
| Taramka                                    | 1988     | 25,19      | Okres Prostějov              | Buchenwald bei Ludmírov |         |
| Těšice                                     | 1956     | 15,54      | Okres Přerov                 | Sumpfwiese zwischen Horní Těšice und Dolní Těšice                                                                          |         |
| Třesín                                     | 1993     | 143,08     | Okres Olomouc                | Oberfläche des Karsthügels. Die Tropfsteinhöhlen im Inneren sind als Nationales Naturdenkmal ausgewiesen.                  |         |
| Tučapská skalka                            | 1952     | 0,40       | Okres Olomouc                | Hügel mit Steppenflora und einer Mineralwasserquelle bei Dub nad Moravou                                                   |         |
| U bílých hlin                              | 1952     | 0,19       | Okres Olomouc                | Grassteppe mit xerophiler Vegetation bei Krčmaň                                                                            |         |
| Údolí Velké Hané                           | 1990     | 31,93      | Okres Prostějov              | Tal am Oberlauf der Haná bei Drahany                                                                                       |         |
| U nádrže                                   | 1989     | 6,70       | Okres Prostějov              | Feuchtwiese bei Ludmírov                                                                                                   |         |
| U přejezdu                                 | 1993     | 5,77       | Okres Olomouc                | Mischwald mit Orchideenvorkommen bei Litovel                                                                               |         |
| U Senné cesty                              | 2004     | 18,51      | Okres Olomouc                | Mischwald mit seltener Vegetation (Trollblume) bei Litovel                                                                 |         |
| U strejčkova lomu                          | 1952     | 0,66       | Okres Olomouc                | Grassteppe mit xerophiler Vegetation bei einem ehemaligen Steinbruch nahe Krčmaň                                           |         |
| U Zámecké Moravy                           | 1992     | 1,36       | Okres Olomouc                | Auwald im Litovelské Pomoraví                                                                                              |         |
| U žlíbku                                   | 2002     | 1,58       | Okres Prostějov              | Wiese mit Beständen des böhmischen Enzians bei Protivanov                                                                  |         |
| Vápenice                                   | 1990     | 19,02      | Okres Prostějov              | verlassener Kalksteinbruch bei Slatinky mit wärme- und kalkliebender Vegetation                                            |         |
| V Boukalovém                               | 1992     | 1,18       | Okres Olomouc                | Bewaldetes Feuchtgebiet im Litovelské Pomoraví                                                                             |         |
| V chaloupkách                              | 1990     | 4,64       | Okres Prostějov              | Quellflur bei Horní Štěpánov                                                                                               |         |
| V oboře                                    | 1952     | 2,00       | Okres Přerov                 | Laubmischwald mit wertvoller Vegetation bei Hranice na Moravě                                                              |         |
| Vodopády Stříbrného potoka                 | 1965     | 1,24       | Okres Jeseník                | Wasserfälle am Bučínský potok im Altvatergebirge bei Horní Skorošice                                                       |         |
| Zadní Hutisko                              | 1982     | 0,90       | Okres Šumperk                | Ehemaliger Specksteinbruch bei Vernířovice                                                                                 |         |
| Za hrnčířkou                               | 1953     | 0,96       | Okres Prostějov              | Grassteppe bei Plumlov |         |
| Za mlýnem                                  | 1994     | 14,16      | Okres Olomouc, Okres Šumperk | Feuchtgebiet an der March bei Řimice (Bílá Lhota). Sumpfwiesen und Weichholzauen mit einigen künstlich angelegten Teichen. |         |